# 리사 조이
리사 조이(Lisa Joy, 1977년 5월 23일 ~ )는 미국의 영화 각본가, 감독, 텔레비전 방송 제작자이다. HBO 드라마 《웨스트월드》의 남편 조너선 놀런과 함께 공동감독이자, 총괄 프로듀서이다.

## 작품 목록

### 영화
- 레미니센스 (2021)

### 텔레비전
- 번 노티스 (2009~11)
- 웨스트월드 (2016~22)
- 폴아웃 (2024~)